# Martin Jonáš
Martin Jonáš cyr. Мартин Јонаш (ur. 9 maja 1924 w Kovačicy, zm. 31 stycznia 1996 w Pančevie) – malarz serbski i jugosłowiański, pochodzenia słowackiego, przedstawiciel prymitywizmu.

## Życiorys
Pochodził z rodziny rzemieślniczej. Ukończył cztery klasy szkoły powszechnej i kursy rolnicze. W czasie II wojny światowej walczył w oddziale partyzanckim, był ilustratorem partyzanckiej gazety Bojovnik. Po zakończeniu wojny zajął się malarstwem, przygotowywał dekoracje dla teatru. W 1952 po raz pierwszy zaprezentował publicznie swoje prace na wystawie zorganizowanej z okazji 150. rocznicy przybycia Słowaków do Wojwodiny. Był bardzo aktywny w środowisku malarzy naiwnych z Kovačicy, odgrywając wiodącą rolę w upowszechnieniu ich dorobku artystycznego. Prace Jonáša wystawiano na 300 wystawach indywidualnych i zbiorowych w 50 krajach świata. Mieszkał i tworzył w Kovačicy.

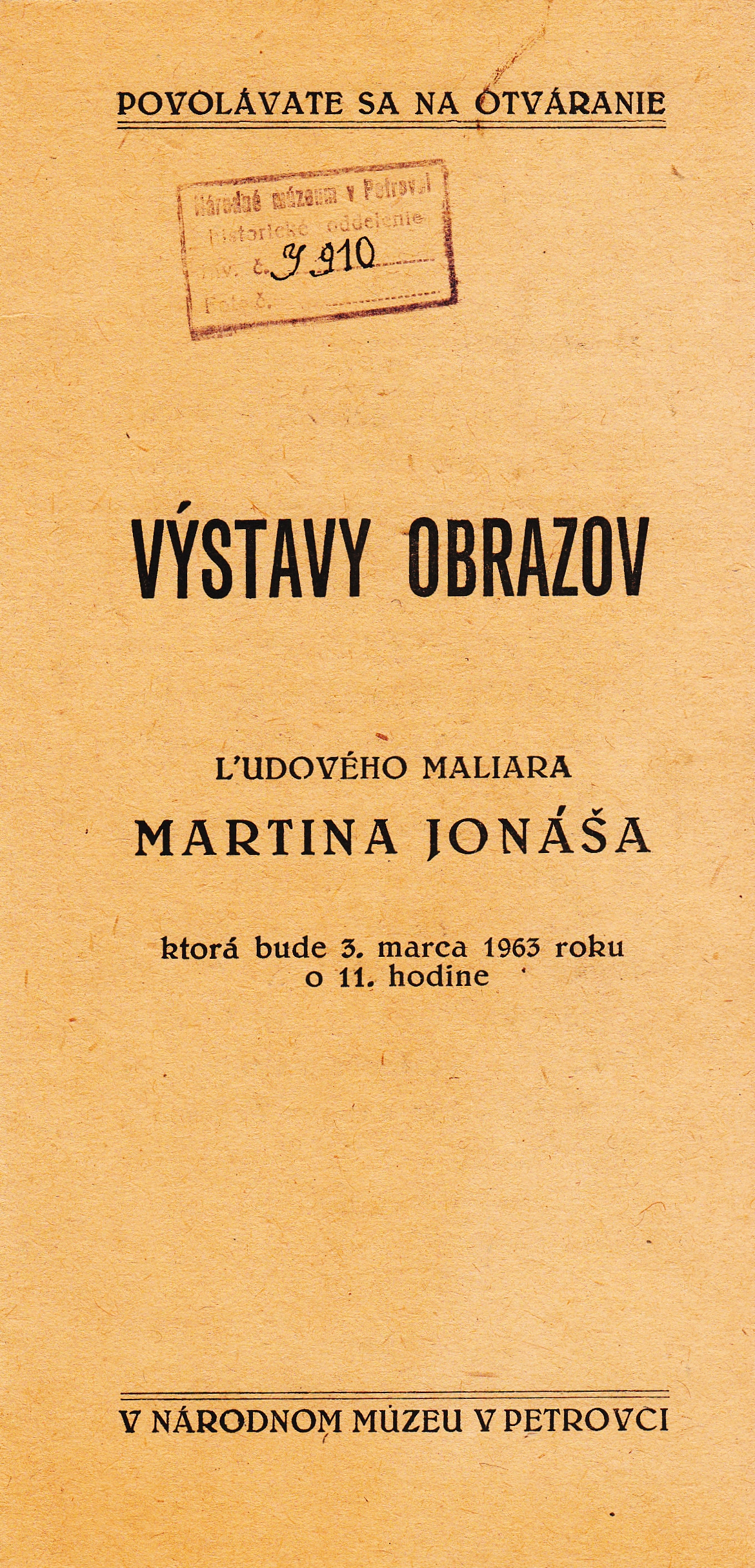
Zaproszenie na otwarcie wystawy prac Martina Jonáša w Bačkom Petrovcu (1963)

## Twórczość

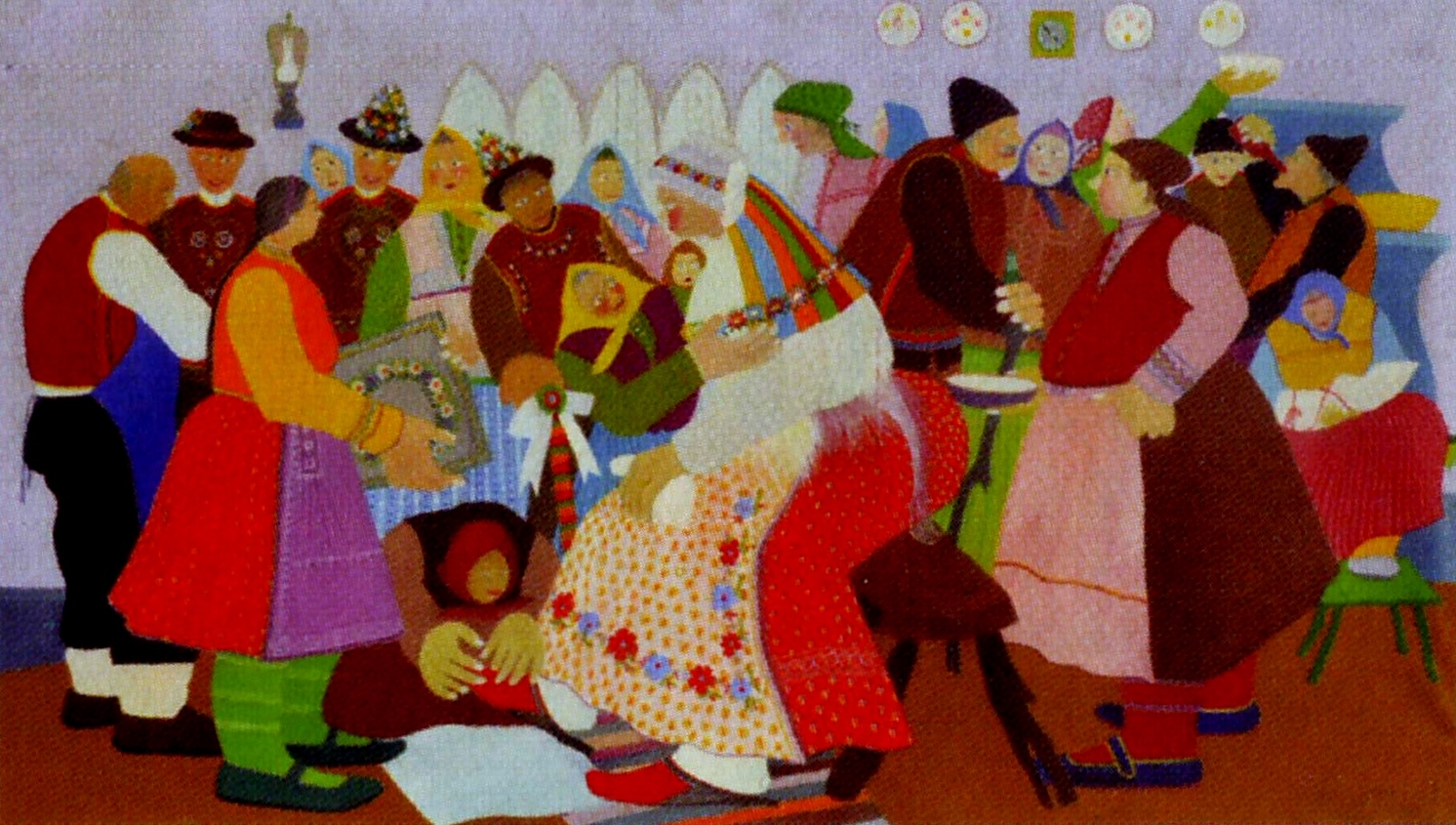
Martin Jonáš, Svadba v Kovačici (1962)

Dorobek twórczy artysty obejmuje obrazy olejne, rysunki i drzeworyty. Nazywany przez swoich przyjaciół mistrzem Jonaszem (majstor Jonaš) tworzył przede wszystkim sceny rodzajowe z życia chłopów z Kovačicy, z czasów swojej młodości. Cechą charakterystyczną postaci z obrazów Jonasa są ich małe głowy, a także groteskowo wielkie stopy i dłonie, co podkreśla ciężką pracę rolników. Po jego śmierci dom przy ul. Čaplovičovej, w którym pracował i przyjmował gości, został przekształcony w muzeum.

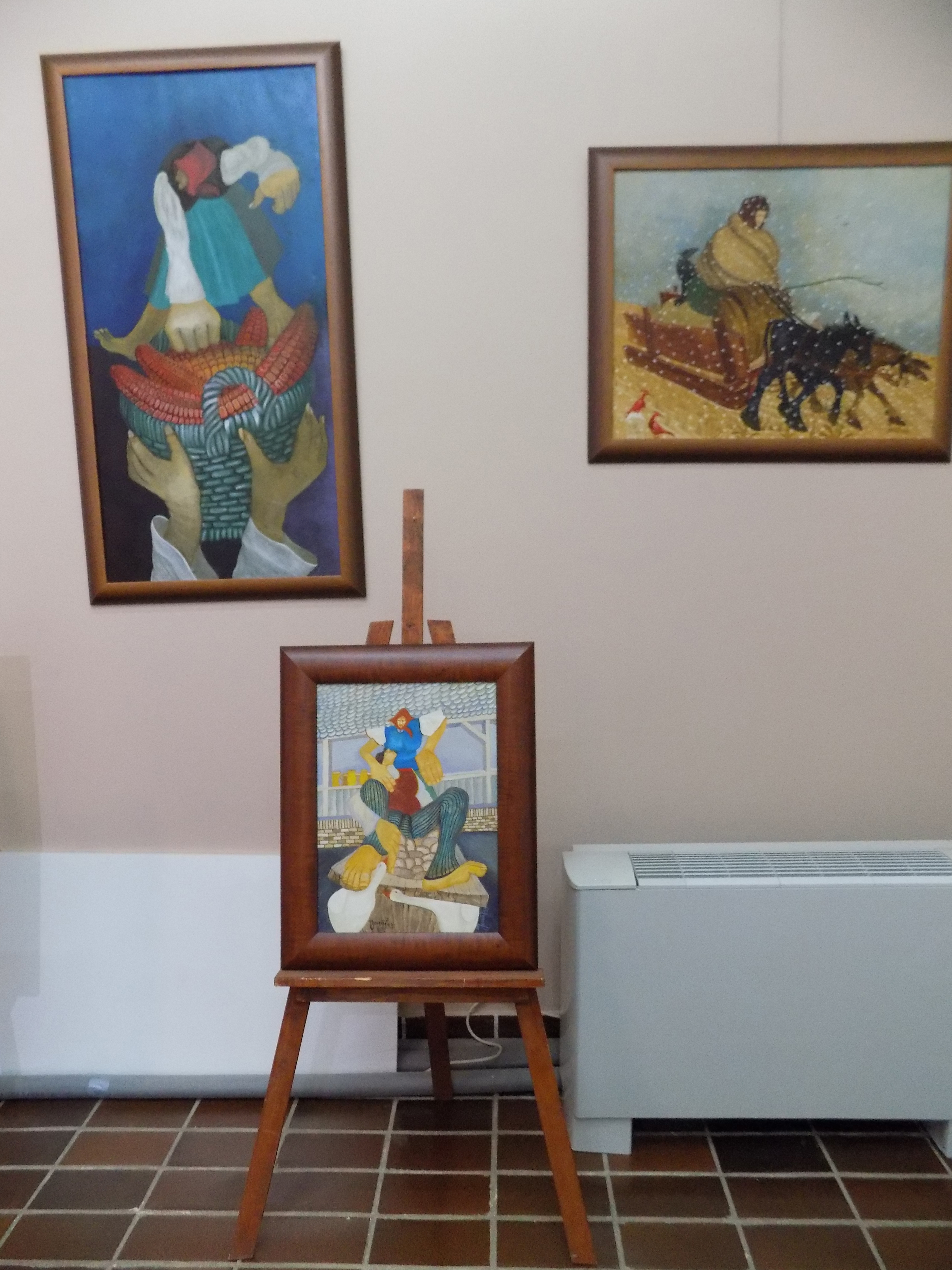
Obrazek po lewej stronie i obrazek na sztalugach
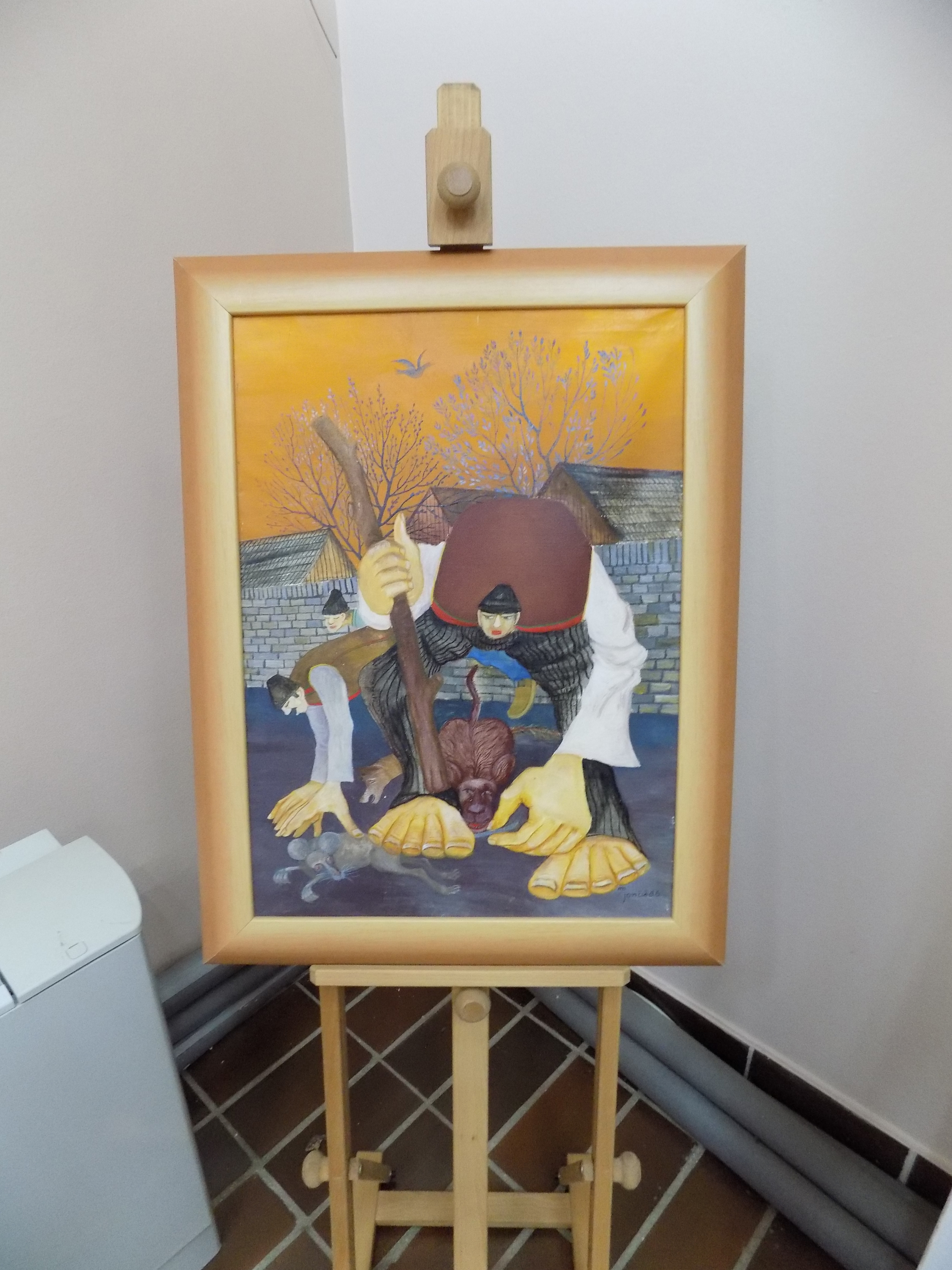
Charakterystyczne dla stylu Jonáša duże dłonie i stopy oraz małe główki